# Bertil Nordenstam
Rune Bertil Nordenstam, född 20 februari 1936 i Nyköping, är en svensk botaniker.
Bertil Nordenstam blev 1980 professor i fanerogambotanik vid Naturhistoriska riksmuseet, där han numera är emeritus. Han blev 1984 ledamot av Kungliga Vetenskapsakademien och var hedersledamot,  s.k. Primus Praeses, i det lärda samfundet Societas Ad Sciendum.
Denne botaniker noteras med auktorsförkortningen B.Nord. när ett vetenskapligt namn inom botaniken citeras.